# Brockenhurst
Brockenhurst is een civil parish in het bestuurlijke gebied New Forest, in het Engelse graafschap Hampshire met 3552 inwoners.